# Ein Concierge zum Verlieben
Ein Concierge zum Verlieben ist eine Filmkomödie von Barry Sonnenfeld aus dem Jahr 1993 über einen umtriebigen Concierge, mit Michael J. Fox und Gabrielle Anwar in den Hauptrollen.

## Handlung
Doug Ireland ist Concierge eines Luxushotels in New York City. Es gibt kaum einen Wunsch, den er den Gästen nicht erfüllen kann. Diese bedanken sich dafür meist mit einem üppigen Trinkgeld, dem sogenannten „50-Dollar-Handschlag“. Von seinen Trinkgeldern, die er eisern spart, will Doug eines Tages sein eigenes Hotel eröffnen. Er hat sich vor einiger Zeit die Kaufoption für ein potenzielles Objekt gesichert, braucht nun aber vor Ablauf der Frist drei Millionen Dollar, um aus dem leerstehenden Gebäude ein Traumhotel zu machen.
Ein Hotelgast, der vermögende Christian Hanover, könnte als Investor des geplanten Hotels in Frage kommen. Als Gegenleistung bittet er Doug, sich in seiner Abwesenheit um seine Freundin zu kümmern. Diese entpuppt sich als Andy Hart, mit der Doug gerne selbst ausgegangen wäre. Im Laufe der Zeit kommt Doug Andy näher und zeigt ihr sogar das potenzielle Objekt.
Seine Gefühle für Andy bringen ihn in eine Zwickmühle, da er sich ausgerechnet von Hanover Hilfe erhofft. Außerdem sitzt ihm Ed Drinkwater von der Steuerfahndung im Nacken. Hanover heuchelt Doug vor, er könne einer Verfolgung durch Finanzbehörden entgehen, wenn er ihm – als Scheingeschäft – das Objekt überschreibe.
Als Andy mit Hanover auf dem Weg zum Flughafen ist, verrät er, dass der Steuerfahnder gelegentlich für ihn arbeitet, um Druck auf Leute auszuüben, die mit ihm Geschäfte machen – in diesem Fall will er Doug das lukrative Objekt abluchsen. Andy beendet daraufhin wütend die Liebesbeziehung mit ihm und verlässt das Fahrzeug. Doug hingegen erfährt, dass Hanover Andy nicht wirklich liebt und gar nicht vorhat, sich wie versprochen von seiner Frau zu trennen, und zerreißt die vorbereiteten Verträge.
Am Ende heiraten Doug und Andy. Doug bekommt überraschend ein Darlehen von Harry Wegman, einem Hotelgast, dem er bei Eheproblemen geholfen hatte und der versehentlich die Projekt-Unterlagen für das Objekt erhalten hatte, und kann so doch bald das Hotel eröffnen.

## Hintergrund
Ein Concierge zum Verlieben ist eine Produktion von Imagine Films. Drehbeginn war am  20. April 1992. Die Fassade des Luxus-Hotels The Pierre in New York City diente als Kulisse für das Bradbury. Die Veröffentlichung des Filmes war auf Sommer 1993 angesetzt, wurde aber verschoben, mutmaßlich wegen schlechter Einspielergebnisse von Michael J. Fox’ Hilfe! Jeder ist der Größte. Schließlich wurde Ein Concierge zum Verlieben am 1. Oktober 1993 in Los Angeles erstmals ausgestrahlt.

## Kritiken
James Berardinelli lobte Michael J. Fox und Gabrielle Anwar und kritisierte das Drehbuch.

## Veröffentlichungen
Die deutschsprachige DVD wurde im November 2005 veröffentlicht.

## Bemerkungen
- Bruce Broughton steuerte die Filmmusik als Freundschaftsleistung – als guter Freund und Nachbar des Regisseurs Barry Sonnenfeld – bei.